# Medborgarplattformen
Medborgarplattformen (polska: Platforma Obywatelska, PO) är ett liberalkonservativt parti i Polen. Partiet vann parlamentsvalen 2007 och 2011 och partiets ledare Donald Tusk blev den första premiärministern sedan kommuniststyrets fall att återväljas till sin post. I valet 2015 förlorade partiet regeringsmakten till Lag och rättvisa, men återkom efter valet 2023 till regeringsmakten i en koalition.

## Historik
Partiet bildades innan valet 2001 av Andrzej Olechowski, Maciej Płażyński och Donald Tusk, som en sammanslutning av marknadsliberala och konservativa krafter. Det har distanserat sig från de katolsk-nationalistiska partierna och är ett mycket EU-positivt parti. Vid valet 2001 blev det Polens näst största parti och det största oppositionspartiet i sejmen. Sedan valet 2007 är partiet det största i Polen och partiets dåvarande ledare Donald Tusk blev landets premiärminister. Bronisław Komorowski utnämndes i mars 2010 till partiets kandidat i kommande presidentval. I parlamentsvalet 2011 lyckades partiet åter vinna. Ewa Kopacz blev ny partiledare 2014. Hon var också var landets premiärminister fram till 15 november 2015, då Beata Szydło tog över efter att Lag och rättvisa vunnit absolut majoritet i parlamentsvalet 2015.

## Partiledare
- 2001–2003 Maciej Płażyński
- 2003–2014 Donald Tusk
- 2014–2016 Ewa Kopacz
- 2016–2020 Grzegorz Schetyna
- 2020–2021 Borys Budka
- 2021–     Donald Tusk

## Valresultat
- 2001: 12,68 %
- 2005: 24,14 %
- 2007: 41,51 %
- 2011: 39,18 %
- 2015: 24,09 %
- 2019: 27,40 % (som del av Medborgarkoalitionen)
- 2023: 30,7 % (som del av Medborgarkoalitionen)